# Ред и закон: Организовани криминал (4. сезона)
Четврта сезона серије Ред и закон: Организовани криминал је премијерно емитована на каналу НБЦ 18. јануара до 16. маја 2024. године и броји 13 епизода. Сезону су продуцирали "Wolf Entertainment" и "Universal Television".

## Глумачка постава
Сви чланови главне поставе из претходне сезоне су се вратили, сем Брента Антонела.

## Улоге

### Главне
- Кристофер Мелони као Елиот Стаблер
- Данијел Мон Труит као Ајана Бел
- Енсли Сигер као Џет Слутмејкерс
- Рик Гонзалез као Боби Рејес

### Епизодне
- Дин Норис као Рендал Стаблер (епизоде 2−4, 8−13)

## Епизоде
| Бр. у серији | Бр. у сезони | Наслов              | Редитељ           | Сценариста                         | Премијерно емитовање | Прод. код | Гледаоци у САД (милиони) |
| --- | ------------ | ------------------- | ----------------- | ---------------------------------- | -------------------- | --------- | ------------------------ |
| 53 | 1            | "Памћење"           | Џон Касар         | Џон Шибан и Ејми Берг              | 18. јануар 2024.     | 401       | 3.90                     |
| Стаблер је приморан да се прилагоди огромним променама како у свом личном животу тако и у пословном пошто се вратио кући са опасног задатка. Белова унајмљује саветника чији би програм технологије вештачке интелигенције могао да револуционише полицијску истрагу. У међувремену, Џет и Рејес се и даље боре да се изборе са Велановим одлсаком скоро шест месеци касније. |              |                     |                   |                                    |                      |           |                          |
| 54 | 2            | "Избави нас од зла" | Џонатан Браун     | Вил Паско и Бриџит Тајлер          | 25. јануар 2024.     | 402       | 3.71                     |
| Када је бомбардована месна џамија приликом чега је погинуо имам, Стаблер се састаје са Баширом, службеником Одељења за злочине из мржње који верује да је више у игри. Џет је одушевљена Варгасовим програмом, али су остали скептичнији. Рејес и Џет се боре са својим осећањима. Стаблер се такође поново састаје са др. Мелиндом Ворнер коју није видео дванаест година. Елиотовог отуђеног брата Рендала њихова мајка позива у Њујорк јер жели да га види. |              |                     |                   |                                    |                      |           |                          |
| 55 | 3            | "Крај невиности"    | Џон Касар         | Ејми Берг и Катрина Кабрера Ортега | 1. фебруар 2024.     | 403       | 3.67                     |
| Стаблер и Башир траже избеглицу и његовог сина који су нестали из џамије. Ово их доводи до кријумчарског ланца који користи авганистанске избеглице за кријумчарење драгуља у земљу унутар њихових тела. Они разбијају ланац, убијају оне који стоје иза бомбардовања и спашавају сина који је држан као талац да би ланац приморао његовог оца на сарадњу. Стаблер сазнаје да се његов млађи брат Џо вратио у Њујорк. |              |                     |                   |                                    |                      |           |                          |
| 56 | 4            | "Последња вечера"   | Стивен Сурџик     | Џон Шибан и Лиз Сагал              | 8. фебруар 2024.     | 404       | 3.51                     |
| Удовица једног од сантошана ступа у везу са Стаблером и пристаје да сведочи за Карисија против Лос Сантоса и иде у заштиту сведока са своје двоје деце јер њеној породици прети њен девер. Породицу склањају у сигурну кућу коју чува екипа, осим Стаблера који је убио њиховог оца, док их не покупе. Стаблер има породичну вечеру у својој кући како би породица могла да види његову мајку пре него што она оде у дом за пензионере. Вечера се претвара у пијане свађе и оптужбе док се откривају тајне из прошлости. Стаблер је позван када је сантошанин упао у сигурну кућу пошто га је ћерка дојавила. Током ватреног окршаја, Стаблер се пробија у кућу и покушава да извуче сантошана и његову екипу. Син узима пиштољ и пуца у Белову па га Стаблер баца на земљу да би га спречио да изађе из другог круга. Белова је хитно пребачена у болницу, а Стаблер је суспендован док траје истрага БУК-а о догађају.                                                  |              |                     |                   |                                    |                      |           |                          |
| 57 | 5            | "Нестале особе"     | Нелсон Мекормик   | Ејми Берг и Девон Бригс            | 22. фебруар 2024.    | 405       | 3.59                     |
| Белова се опоравља у болници. Стаблер је суспендован и чисти после вечере када пронађе смеђи хероин. БУК испитује Џет и Рејеса. Пријатељица Рите Ласку, конобарица Стаблер којој је помагала док је била на тајном задатку са Костинима, говори Стаблеру да је Рита нестала и показује му њен видео са забаве са тужиоцем Вестбуком. Стаблер се појављује у кући тужиоца и пита за своју пријатељицу Риту пре него што га је начелница Бонер притворила. Стаблер открива да је месна конобарица такође нестала након забаве и њен брат му даје њен горионик. Џет, Рејес и Варгас су стигли пошто су пратили Стаблеров телефон до Дугог острва. Стаблер позива број на горионику конобарице и шаље му снимак Ласкуове везане у бункеру. Стаблер проналази бункер и ослобађа конобарицу која је унутра везана. Отмичар га је напао и побегао након туче. Напољу, Стаблер ископава Ласкуино тело у песку. Начелница Бонер преузима истрагу и још тела је пронађено у динама. |              |                     |                   |                                    |                      |           |                          |
| 58 | 6            | "Преко сињег мора"  | Џин де Сегонзек   | Џон Шибан и Вил Паско              | 29. фебруар 2024.    | 406       | 3.28                     |
| Када је неколико тела пронађено у приморском граду, Стаблер се креће кроз политику и тајне блиско повезане заједнице како би пронашао могућег низног убицу. |              |                     |                   |                                    |                      |           |                          |
| 59 | 7            | "Изворни грех"      | Хуан Џ. Кампанела | Ли Сагал и Бриџит Тајлер           | 14. март 2024.       | 407       | 3.43                     |
| Екипа подржава Стаблера у раду на случају убиства изван њихове надлежности, а савезник од ког се то најмање очекивало пружа кључни доказ. Белова ради на проналажењу начина да врати Стаблера на посао. |              |                     |                   |                                    |                      |           |                          |
| 60 | 8            | "Греси наших очева" | Милена Говић      | Ејми Берг и Катрина Кабрера Ортега | 21. март 2024.       | 408       | 3.16                     |
| Док Белина екипа смишља стратегију за званичну истрагу случаја у Вестбруку, начелница Бонер се бори са нерешеним питањима из своје прошлости и цењеног родног града. У међувремену, Стаблер чека завршетак своје истраге БУК-а. |              |                     |                   |                                    |                      |           |                          |
| 61 | 9            | "Увек верни"        | Карлос Бернард    | Џон Шибан и Кејти Летин            | 11. април 2024.      | 409       | 2.85                     |
| Стаблер се ослања на своју војну мрежу у потрази за извором блискоисточног цевовода за хероин који се пробија до САД-а Џо мл. предузима драстичне мере када су браћа покушла да инсценирају интервенцију. Рејес се враћа у екипу. |              |                     |                   |                                    |                      |           |                          |
| 62 | 10           | "Раскршћа"          | Џон Касар         | Ејми Берг и Девон Бригс            | 18. април 2024.      | 410       | 3.27                     |
| Екипа ради на уклањању велике операције дроге прерушене у месну фарму меда. У Стаблеровом одсуству, Рендал сам тражи Џоа мл. и завршава у невољи. |              |                     |                   |                                    |                      |           |                          |
| 63 | 11           | "Црвенокошуљаш"     | Лесли Хоуп        | Лиз Сагал                          | 2. мај 2024.         | 411       | 2.64                     |
| Стаблер се бори да задржи свој чин као део ужег круга фарме када је његов највећи савезник доведен у питање. Екипа открива идентитет своје главне мете, али не стижу да зауставе долазак његове најновије пошиљке. |              |                     |                   |                                    |                      |           |                          |
| 64 | 12           | "Лаку ноћ"          | Гонзало Амат      | Ејми Берг и Вил Паско              | 9. мај 2024.         | 412       | 2.75                     |
| Стаблер и Рендал дају Џоу мл. прилику или да се очисти или да оде у затвор. Варгасов и Џетин план да пресеку Емеријеве кријумчарске путеве доводи до опасног покушаја спасавања. |              |                     |                   |                                    |                      |           |                          |
| 65 | 13           | "Стаблеров вапај"   | Џон Касар         | Џон Шибан                          | 16. мај 2024.        | 413       | 2.90                     |
| Пошто АДВОД планира рацију на Црвенокошуљашево складиште, Триша обећава да ће помоћи Стаблеру да заштити Џоа мл. Белова се суочава лицем у лице са човеком који је убио Сема. Још једна породична вечера Стаблерових изазива напетости. |              |                     |                   |                                    |                      |           |                          |

## Напомена
1. ↑  Епизода "Избави нас од зла" је унакрсна епизода са Одељењем за специјалне жртве.
2. ↑  Епизода "Последња вечера" је унакрсна епизода са Одељењем за специјалне жртве.
3. ↑  Епизода "Изворни грех" је унакрсна епизода са серијом Ред и закон.
4. ↑  Епизода "Греси наших очева" је унакрсна епизода са серијом Ред и закон.